# 森美麗
森 美麗（もり みれい、2004年4月16日 - ）は、日本の女子バスケットボール選手である。ポジションはパワーフォワード。Wリーグの東京羽田ヴィッキーズ所属。

## 来歴
アメリカ合衆国出身。
桜花学園高校でインターハイ、ウインターカップ優勝。U18アジアカップ日本代表にも選ばれる。
2023年1月、東京羽田ヴィッキーズにアーリーエントリーとして加入。

## 日本代表歴
- 2022年 U18アジアカップ